# Спаи, Николай Спиридонович
Николай Спиридонович Спаи (греч. Σπάι, Νικολάι; 1891, Горянка — 26 октября 1943, Крымский заповедник, Крымская АССР) — советский партизан-разведчик, участник партизанского движения в Крыму в годы Великой Отечественной войны. Погиб в бою с оккупантами.

## Биография
Спаи Николай Спиридонович родился в 1891 году в греческом селе Лаки (Горянка, ныне не существует) Богатырской волости Ялтинского уезда Таврической губернии. Имел брата и сестру. До войны проживал в Бахчисарае, работал грузчиком на химическом комбинате.
С ноября 1941 года — боец сначала Бахчисарайского, позднее 2-го Симферопольского отряда. В начале 1942 года в Бахчисарайском отряде насчитывалось более 200 человек. Н. С. Спаи, хорошо знающий местность был разведчиком и проводником. Во время разведвыхода вместе с бывшим председателем колхоза Владимиром Лели на территории Лаки был опознан и арестован. Во время конвоирования они бежали, Лели был застрелен, Спаи ранен в руку. Вскоре деревня была уничтожена карателями, 19 жителей растреляны, в том числе десять Спаи, остальные выселены.
В отряде был одним из самых возрастных партизан и назывался Дядя Коля. Обладал большой физической силой. Пользовался авторитетом у командования, в числе первых был награждён орденом Красного Знамени. В начале осени 1942 году в числе других партизан был эвакуирован на Большую землю. После излечения и восстановления веса находился в распоряжении сочинского штаба. В июне 1943 года Спаи, Апазов, Самойленко, Чусси были снова заброшены в Крым, в район Басман-горы. К осени 1943 года Спаи был бойцом 1-го автономного отряда Македонского. 26 октября 1943 года в бою на горе Абдуга, у села Коуш, Н. С. Спаи погиб в неравной схватке.
В ночь на 25 октября по кострам был обнаружен район расположения партизан. В 7 час. 40 минут утра силами до двух тысяч человек противник начал прочес леса. М. В. Селимов, комиссар 1-го партизанского отряда (командир М. А. Македонский), писал в дневниковых заметках: «В этом ожесточенном бою смертью храбрых пали герои-партизаны командир боевой группы Аппазов Мемет, партизан Спаи Н. С., шедший рядом со мной…».
Спаи был похоронен в урочище Хыр-Алан на территории Крымского природного заповедника. Его имя было впоследствии присвоено третьему отряду 6-й бригады Южного соединения.

## Семья
Приемные дети: дочь Анастасия стала врачом, сын Иван — механиком.

## Награды
Был награждён орденом Красного Знамени (24.10.1942), медалями «За оборону Севастополя» (1942), «За отвагу» (1967, посмертно).

## Память
Партизаны, павшие в Бешуйском бою 7—11 февраля 1944 года, были похоронены в братской могиле. Она находится на территории Крымского заповедника, Симферопольский район, сельское поселение Перовское, в 12,5 км к юго-востоку от села Партизанское, в районе кордона «Сосновый» на правом берегу Альмы. В 1962 году здесь был установлен памятник — обелиск из чёрного мрамора на двухступенчатом гранитном постаменте. В числе павших указан и погибший на несколько месяцев ранее Н. С. Спаи.

Мемориальная надпись: «Партизанам и партизанкам, павшим смертью храбрых в боях против фашистских оккупантов. Район ожесточённых боёв партизан Крыма с фашистскими захватчиками 1941—1944 гг. Апазов М., Бондаренко Н., Гвалия П. Т., Гнатенко В. С., Гнатенко И. С., Спаи Н. С., Ницецкий Б. С., Тюрина Т. М., Чёрный Я. П., Долуденко В. Т., Зонов А. М., Кочкарев В. К., Лагутин Я. М., Тайшин Г. А., Мельников Ф. Н., Тарнович Е. Н., Петриченко А.».

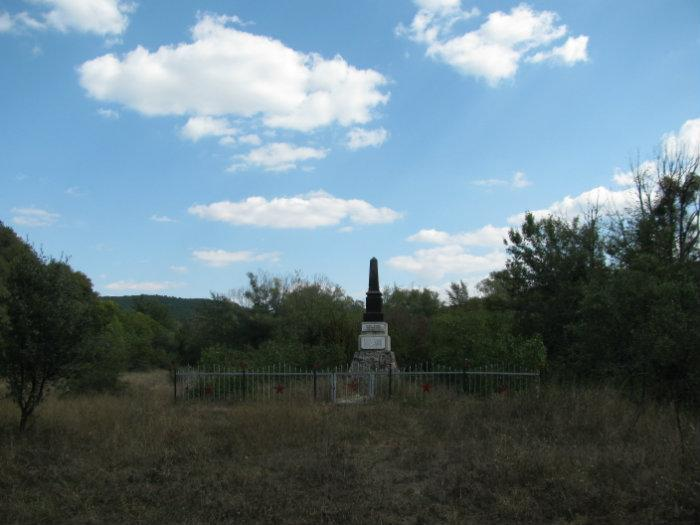
Братская могила партизан (1962)  Объект культурного наследия народов РФ регионального значения. Рег. № 911710873070005 (ЕГРОКН)
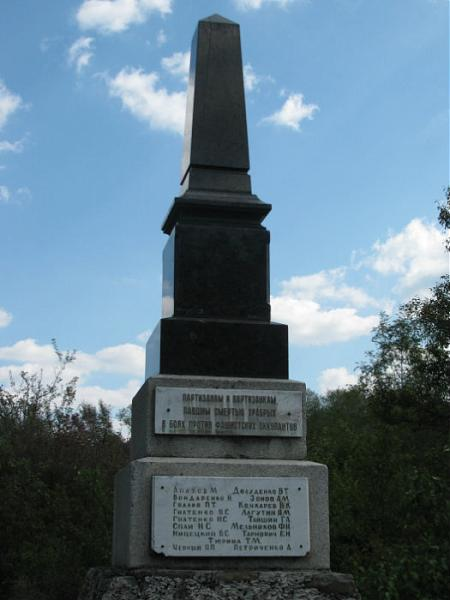
Мемориальные таблички с именами погибших
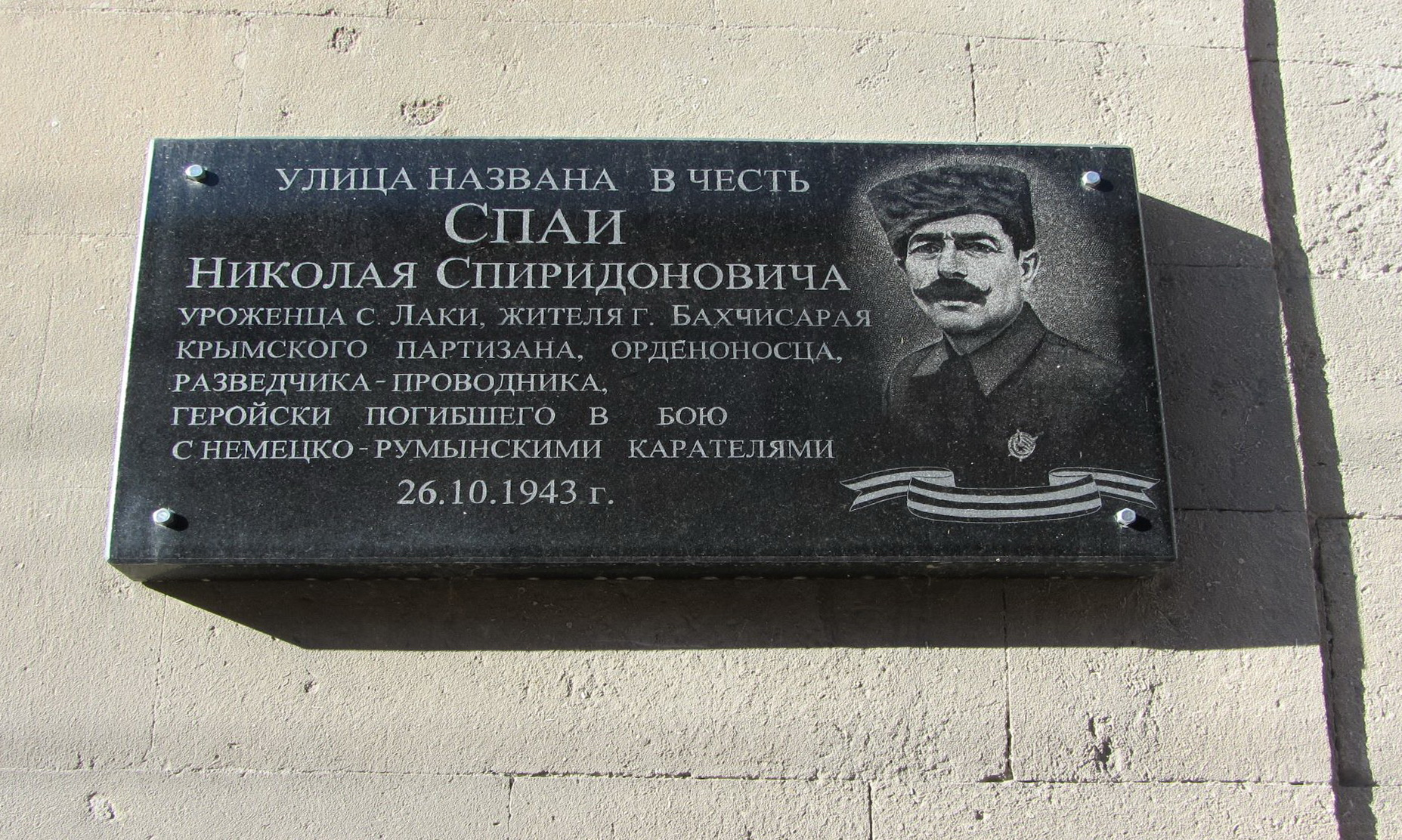
Памятная доска на доме №3, ул. Спаи, Бахчисарай.

Решением Крымского облисполкома от 5 сентября 1969 № 595, был присвоен охранный № 1706. Охранная зона в радиусе 20 м от центра памятника, утверждена решением Крымского облисполкома от 15 января 1980 № 16. С 20 декабря 2016 года постановлением № 627 памятник является объектом культурного наследия регионального значения.  Объект культурного наследия народов РФ регионального значения. Рег. № 911710873070005 (ЕГРОКН).
В Бахчисарайском районе, в селе Трудолюбовка (Скалистовский сельский совет) по улице Севастопольской № 23, на холме установлен памятник Памятное место формирования и боевых действий 3-го партизанского отряда им. Н. Спаи. Автор неизвестен. На Украине Памятник истории местного значения. Приказ Министерства культуры Украины от 31.07.2012 № 814, охранный № 3108-АР.
В Российской Федерации с 20 декабря 2016 года — Памятный знак в честь бойцов партизанского отряда имени Н. Спаи  Объект культурного наследия народов РФ регионального значения. Рег. № 911710946400005 (ЕГРОКН)
Именем Николая Спаи названа улица в Бахчисарае. На улице на доме № 3 была установлена памятная доска с портретом героя.